# Карахасан, Джевад
Джевад Карахасан (босн. Dževad Karahasan; 25 января 1953, Дувно — 19 мая 2023) — боснийский писатель, драматург.

## Биография и творчество
Учился в университете в Сараево, защитил в Загребе диссертацию о творчестве Мирослава Крлежи. Преподавал драматургию в Сараевском университете, в 1993 переехал из осаждённого города в Зальцбург. C 1995 связан с австрийским обществом музыки и театра ARBOS. Пьесы Карахасана поставлены в театрах Австрии, ФРГ, Боснии и Герцеговины, Чехии, Украины, США, Сингапура и др. стран, его книги переведены на многие языки Европы.
Скончался 19 мая 2023 года в возрасте 70 лет.

## Публикации
- Kazalište i kritika (1980)
- Kraljevske legende (1980)
- Kralju ipak ne sviđa se gluma (1983, драма)
- Strašno je vani (1984, драма)
- O jeziku i strahu (1987)
- Model u dramaturgiji (1988)
- Istočni diwan/ Восточный диван (1989, роман)
- Misionari (1989, пьесы)
- Stidna žitija (1989, роман)
- Stid nedjeljom (1991)
- Kuća za umorne (1993)
- Dnevnik selidbe (1993)
- Šahrijarov prsten/ Перстень Шахрияра (1996, роман)
- Sara i Serafina (1999)
- Knjiga vrtova/ Книга садов (2002, эссе)
- Noćno vijeće (2005)
- Izvjestaji iz tamnog vilajeta (2007)

## Сводные издания
- Sabrana djela (2007)

## Признание
Европейская премия Шарля Вейонна за эссеистику (1994), премия Бруно Крайского за политическую книгу (1995), Лейпцигская книжная премия за вклад в европейское взаимопонимание (2004), Премия Виленицы (2010) и др. награды.